# Parc d'État de Silver Springs
Le parc d'État de Silver Springs (en anglais : Silver Springs State Park anciennement connu sous le nom de Silver Springs State Park) est une réserve naturelle située dans l'État de Floride, au sud-est des États-Unis, dans le comté de Marion. Il abrite des dizaines de sources, un musée et des chemins de randonnée.
Parmi les animaux qui vivent dans le parc, on peut citer le tatou, le cerf, le dindon, le renard, l’alligator, l’écureuil fauve (Sciurus niger), le Gopherus, le coyote, le lynx et l’ours noir.

### Photographies

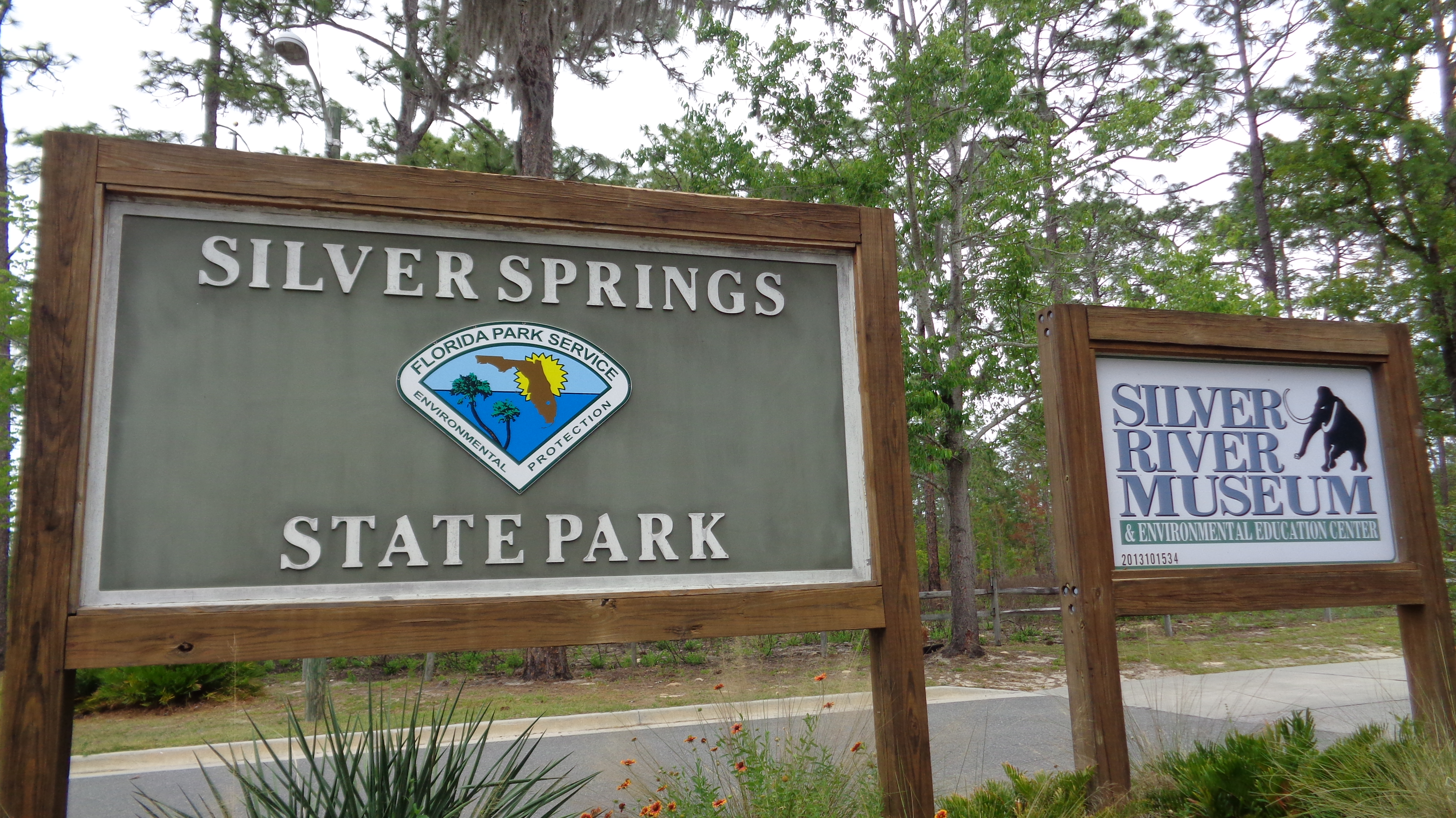
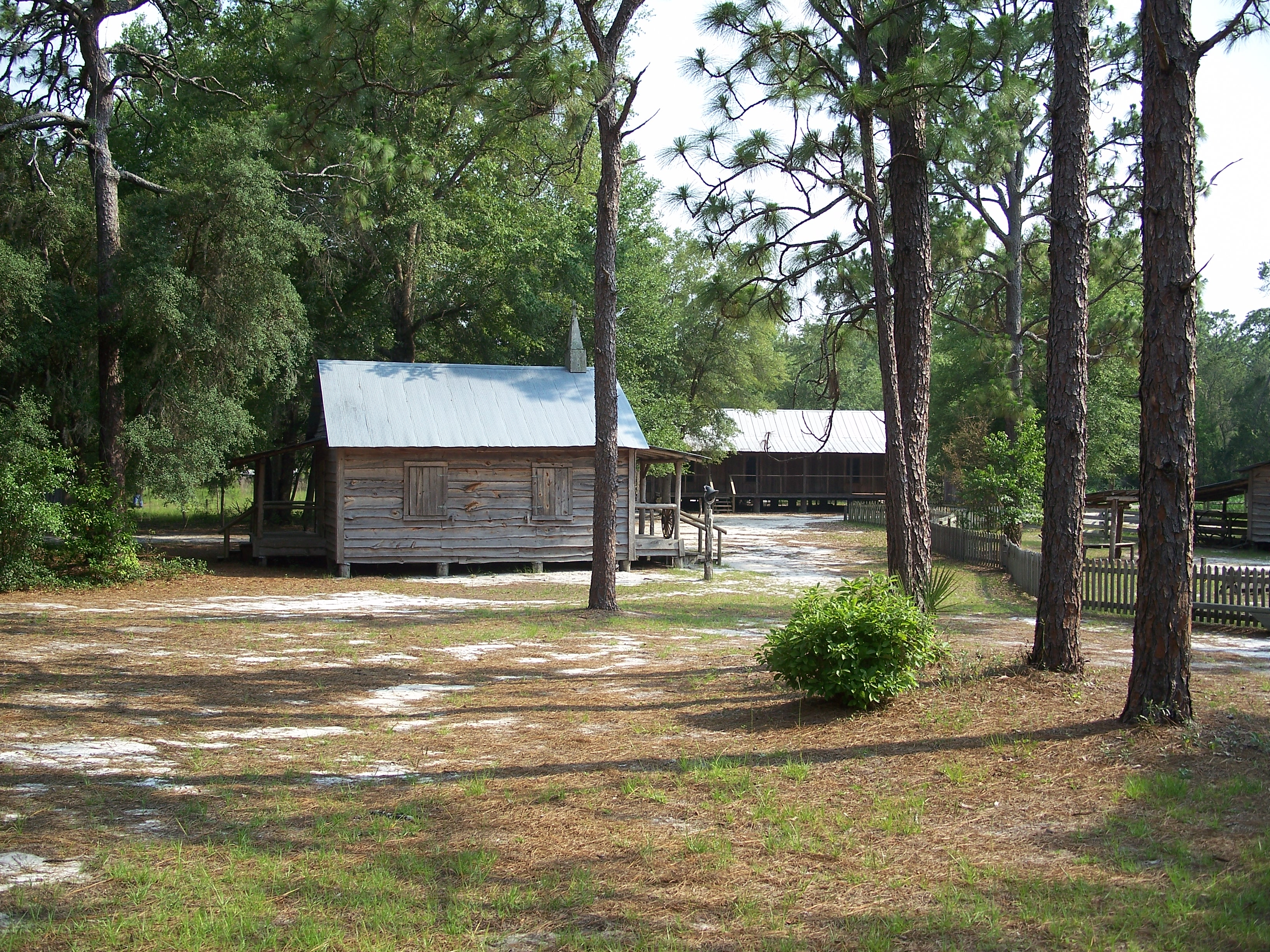
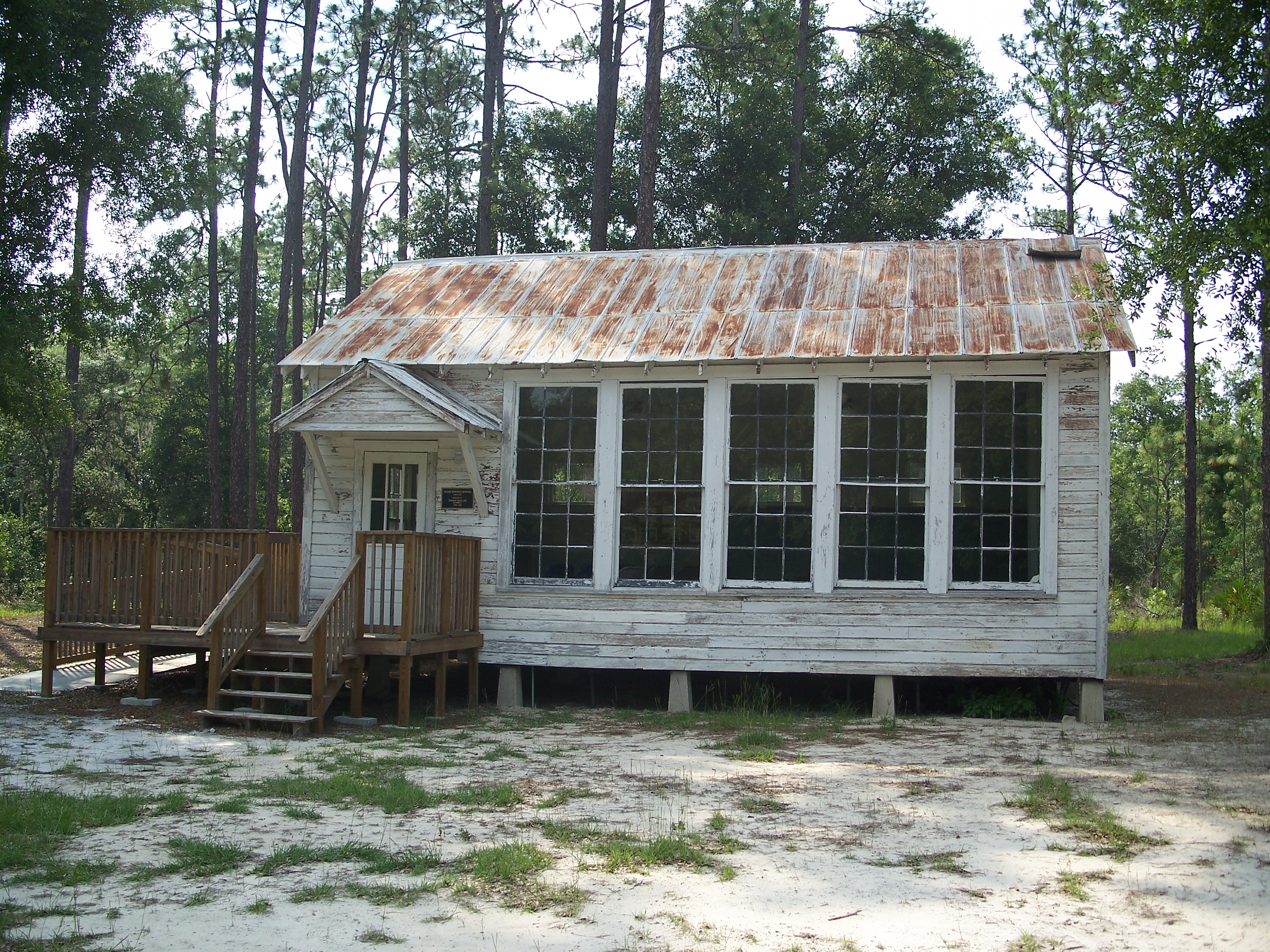